# Labena keira
Labena keira är en stekelart som beskrevs av Ian D. Gauld och Holloway 1986. Labena keira ingår i släktet Labena och familjen brokparasitsteklar. Inga underarter finns listade i Catalogue of Life.